# ریچموند لندن
ریچموند لندن (انگلیسی: Richmond Landon؛ ۲۰ نوامبر ۱۸۹۸ – ۱۳ ژوئن ۱۹۷۱) ورزشکار پرش ارتفاع اهل ایالات متحده آمریکا بود.
وی در مسابقات کشوری و بین‌المللی در مجموع برندهٔ ۱ مدال طلا شده‌است.